# تفاح سرجنتي
تفاح سرجنتي (الاسم العلمي Malus sargentii)، نوع من التفاح الياباني المنبت. بري تزييني. جنبته صغيرة تعلو من المترين إلى الأربعة. افنادها وافنانها حمر اللحاء أوراقها شديدة الخضار. نصلها أزغب الصفحة السفلى. أزهارها بيض. ثمارها صغيرة قطرها نحو 10 مم. لونها إلى الحمرة يعلوها مواج خملي.